# 十四救难圣人

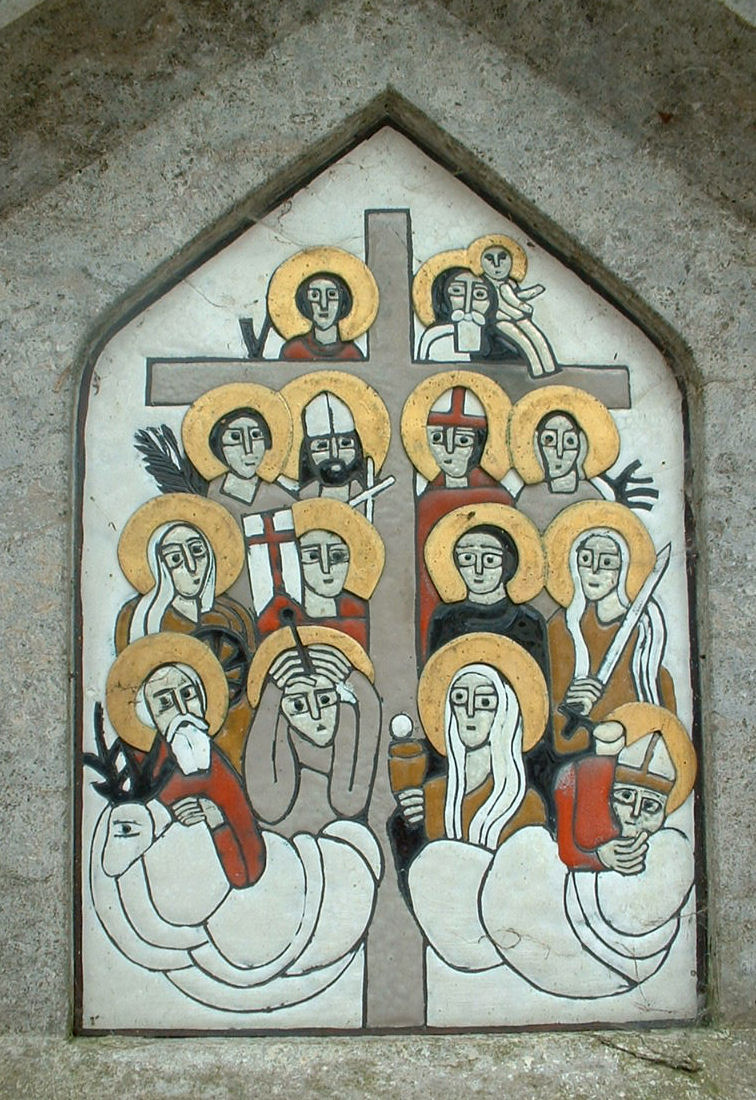

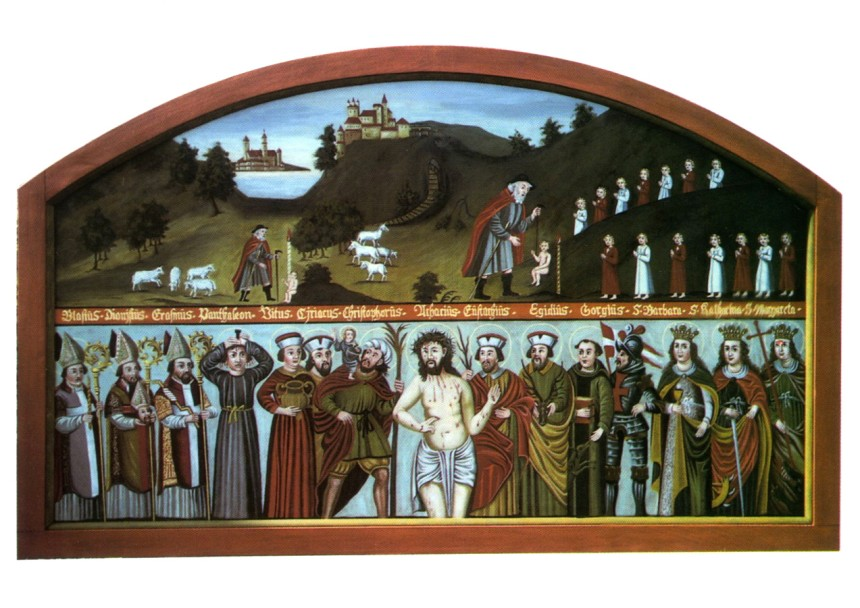

十四救难圣人（英语：Fourteen Holy Helpers）是天主教中尊崇的一组圣人，认为他们对付各种疾病特别有效。这种尊崇始于14世纪的莱茵兰地区。十四圣人是：
| 姓名               | 庆日     | 主保                 |
| ------------------ | -------- | -------------------- |
| 亚加削             | 5月8日   | 头痛                 |
| 白芭蕾             | 12月4日  | 发热和猝死           |
| 伯拉削             | 2月3日   | 喉咙疾病和保护家畜   |
| 亚历山大的加大肋纳 | 11月25日 | 猝死                 |
| 基道霍             | 7月25日  | 鼠疫和旅途危险       |
| 西连克             | 8月8日   | 床上诱惑             |
| 德尼               | 10月9日  | 头痛                 |
| 艾尔莫             | 6月2日   | 肠道疾病             |
| 欧达奇             | 9月20日  | 家庭不和             |
| 乔治               | 4月23日  | 家畜                 |
| 艾智德             | 9月1日   | 鼠疫                 |
| 童贞玛加利大       | 7月20日  | 分娩                 |
| 庞大良             | 7月27日  | 医生，癌症和结核病   |
| 维图               | 6月15日  | 癫痫，闪电和保护家畜 |

以上有一半是历史人物，而其他只是传说中的人物。

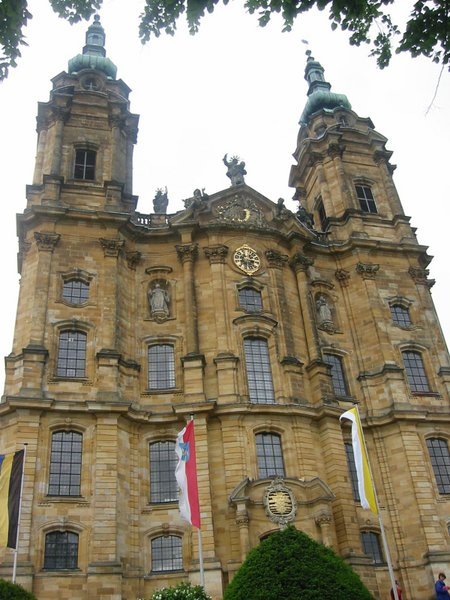
十四救难圣人圣殿